# Elecciones estatales de Morelos de 1997
Las elecciones estatales de Morelos de 1997 tuvieron lugar el domingo 16 de marzo de 1997, simultáneamente rumbo a las elecciones federales del 6 de julio y en ellas se renovaron los siguientes cargos de elección popular en el estado de Morelos:
- 30 diputados al Congreso Local. Electo por una mayoría de cada uno de los distritos electorales, conformada por 30 diputados, 18 electos por mayoría relativa y 12 por representación proporcional.[1][2]
- 33 Ayuntamientos. Compuestos por un Presidente Municipal y regidores, electo para un período inmediato de tres años no reelegibles para un período inmediato.

## Resultados

### Congreso del Estado de Morelos
| Partido | Partido | Partido                              | Diputados        | Diputados      | Diputados |
| Partido | Partido | Partido                              | Mayoría relativa | Plurinominales | Total     |
| ------- | ------- | ------------------------------------ | ---------------- | -------------- | --------- |
|         |         | Partido Revolucionario Institucional | 8                | 4              | 12/30     |
|         |         | Partido de la Revolución Democrática | 7                | 5              | 12/30     |
|         |         | Partido Acción Nacional              | 3                | 2              | 5/30      |
|         |         | Partido Civilista Morelense          | 0                | 1              | 1/30      |
| Total   | Total   | Total                                | 18               | 12             | 30        |

### Ayuntamientos
| Partido | Partido                              | Municipios |
| ------- | ------------------------------------ | ---------- |
|         | Partido Revolucionario Institucional | 17/33      |
|         | Partido de la Revolución Democrática | 13/33      |
|         | Partido Acción Nacional              | 2/33       |
|         | Partido Civilista Morelense          | 1/33       |
| Total   | Total                                | 33         |